# Plavání na mistrovství světa v plaveckých sportech 1973
Závody v plavání v olympijském 50 m bazénu na mistrovství světa v plaveckých sportech za rok 1973 proběhly v Bělehradě, Jugoslávie ve dnech 4. až 9. září 1973.

## Výsledky

### Individuální disciplíny
| Muži                 | Zlato                       | Zlato    | Stříbro                    | Stříbro  | Bronz                        | Bronz    |
| -------------------- | --------------------------- | -------- | -------------------------- | -------- | ---------------------------- | -------- |
| 100 m volný způsob   | James Montgomery (USA)      | 51,70    | Michel Rousseau (FRA)      | 52,08    | Michael Wenden (AUS)         | 52,22    |
| 200 m volný způsob   | James Montgomery (USA)      | 1:53,02  | Kurt Krumpholz (USA)       | 1:53,61  | Roger Pyttel (GDR)           | 1:53,97  |
| 400 m volný způsob   | Richard DeMont (USA)        | 3:58,18  | Bradford Cooper (AUS)      | 3:58,70  | Bengt Gingsjö (SWE)          | 4:01,27  |
| 1500 m volný způsob  | Stephen Holland (AUS)       | 15:31,85 | Richard DeMont (USA)       | 15:35,44 | Bradford Cooper (AUS)        | 15:45,04 |
| 100 m znak           | Roland Matthes (GDR)        | 57,47    | Michael Stamm (USA)        | 58,77    | Lutz Wanja (GDR)             | 59,08    |
| 200 m znak           | Roland Matthes (GDR)        | 2:01,87  | Zoltán Verrasztó (HUN)     | 2:05,89  | John Naber (USA)             | 2:06,91  |
| 100 m motýlek        | Bruce Robertson (CAN)       | 55,69    | Joseph Bottom (USA)        | 56,37    | Robin Backhaus (USA)         | 56,42    |
| 200 m motýlek        | Robin Backhaus (USA)        | 2:03,32  | Steven Gregg (USA)         | 2:03,58  | Hartmut Flöckner (GDR)       | 2:03,84  |
| 100 m prsa           | John Hencken (USA)          | 1:04,02  | Michail Chrjukin (URS)     | 1:04,61  | Nobutaka Taguči (JPN)        | 1:05,61  |
| 200 m prsa           | David Wilkie (GBR)          | 2:19,28  | John Hencken (USA)         | 2:19,95  | Nobutaka Taguči (JPN)        | 2:23,11  |
| 200 m polohový závod | Gunnar Larsson (SWE)        | 2:08,36  | Stanley Carper (USA)       | 2:08,43  | David Wilkie (GBR)           | 2:08,84  |
| 400 m polohový závod | András Hargitay (HUN)       | 4:31,11  | Rodney Strachan (USA)      | 4:33,50  | Richard Colella (USA)        | 4:34,68  |
| Ženy                 | Zlato                       | Zlato    | Stříbro                    | Stříbro  | Bronz                        | Bronz    |
| 100 m volný způsob   | Kornelia Enderová (GDR)     | 57,54    | Shirley Babashoffová (USA) | 58,87    | Enith Brigithaová (NED)      | 58,87    |
| 200 m volný způsob   | Keena Rothhammerová (USA)   | 2:04,99  | Shirley Babashoffová (USA) | 2:05,33  | Andrea Eifeová (GDR)         | 2:05,52  |
| 400 m volný způsob   | Heather Greenwoodová (USA)  | 4:20,28  | Keena Rothhammerová (USA)  | 4:21,50  | Novella Calligarisová (ITA)  | 4:21,79  |
| 800 m volný způsob   | Novella Calligarisová (ITA) | 8:52,97  | Jo Harshbargerová (USA)    | 8:55,56  | Gudrun Wegnerová (GDR)       | 9:01,82  |
| 100 m znak           | Ulrike Richterová (GDR)     | 1:05,42  | Melissa Beloteová (USA)    | 1:06,11  | Wendy Cooková (CAN)          | 1:06,27  |
| 200 m znak           | Melissa Beloteová (USA)     | 2:20,52  | Enith Brigithaová (NED)    | 2:22,15  | Andrea Gyarmatiová (HUN)     | 2:22,48  |
| 100 m motýlek        | Kornelia Enderová (GDR)     | 1:02,53  | Rosemarie Kotherová (GDR)  | 1:02,68  | Majumi Aokiová (JPN)         | 1:03,73  |
| 200 m motýlek        | Rosemarie Kotherová (GDR)   | 2:13,76  | Roswitha Beierová (GDR)    | 2:16,77  | Lynn Colellaová (USA)        | 2:19,53  |
| 100 m prsa           | Renate Vogelová (GDR)       | 1:13,74  | Ljubov Rusanovová (URS)    | 1:15,42  | Brigitte Schuchardtová (GDR) | 1:15,82  |
| 200 m prsa           | Renate Vogelová (GDR)       | 2:40,01  | Hannelore Ankeová (GDR)    | 2:40,49  | Lynn Colellaová (USA)        | 2:41,71  |
| 200 m polohový závod | Andrea Hübnerová (GDR)      | 2:20,51  | Kornelia Enderová (GDR)    | 2:21,21  | Kathryn Heddyová (USA)       | 2:23,84  |
| 400 m polohový závod | Gudrun Wegnerová (GDR)      | 4:57,51  | Angela Frankeová (GDR)     | 5:00,37  | Novella Calligarisová (ITA)  | 5:02,02  |

### Štafety
| Muži                   | Zlato | Zlato   | Stříbro | Stříbro | Bronz | Bronz   |
| ---------------------- | --- | ------- | --- | ------- | --- | ------- |
| 4×100 m volný způsob   | USA (USA) (Melvin Nash, Joseph Bottom, James Montgomery, John Murphy, (r)William Miller, (r)Stanley Carper, (r)Kurt Krumpholz, (r)Richard Klatt)               | 3:27,18 | Sovětský svaz (URS) (Igor Grivennikov, Viktor Aboimov, Vladimir Krivcov, Vladimir Bure, (r)Leonid Dragunov)                                  | 3:31,36 | Východní Německo (GDR) (Roland Matthes, Roger Pyttel, Peter Bruch, Hartmut Flöckner, (r)Wilfried Hartung, (r)Lutz Unger) | 3:32,03 |
| 4×200 m volný způsob   | USA (USA) (Kurt Krumpholz, Robin Backhaus, Richard Klatt, James Montgomery, (r)Melvin Nash, (r)Timothy Shaw, (r)William Miller, (r)Rex Favero)                 | 7:33,22 | Austrálie (AUS) (John Kulasalu, Stephen Badger, Bradford Cooper, Michael Wenden)                                                             | 7:43,65 | Západní Německo (FRG) (Klaus Steinbach, Werner Lampe, Peter Nocke, Folkert Meeuw, (r)Gerhard Schiller)                   | 7:43,68 |
| 4×100 m polohový závod | USA (USA) (Michael Stamm, John Hencken, Joseph Bottom, James Montgomery, (r)John Naber, (r)Robin Backhaus, (r)Melvin Nash)                                     | 3:49,49 | Východní Německo (GDR) (Roland Matthes, Jürgen Glas, Hartmut Flöckner, Roger Pyttel, (r)Lutz Wanja, (r)Wilfried Hartung)                     | 3:53,24 | Kanada (CAN) (Ian MacKenzie, Peter Hrdlitschka, Bruce Robertson, Brian Phillips)                                         | 3:56,37 |
| Ženy                   | Zlato | Zlato   | Stříbro | Stříbro | Bronz | Bronz   |
| 4×100 m volný způsob   | Východní Německo (GDR) (Kornelia Enderová, Andrea Eifeová, Andrea Hübnerová, Sylvia Eichnerová, (r)Andrea Hübnerová, (r)Elke Sehmischová, (r)Angela Frankeová) | 3:52,45 | USA (USA) (Kimberley Peytonová, Kathryn Heddyová, Heather Greenwoodová, Shirley Babashoffová, (r)Keena Rothhammerová, (r)Deena Deardurffová) | 3:55,52 | Západní Německo (FRG) (Jutta Weberová, Heidi Reinecková, Gudrun Beckmannová, Angela Steinbachová)                        | 3:58,88 |
| 4×100 m polohový závod | Východní Německo (GDR) (Ulrike Richterová, Renate Vogelová, Rosemarie Kotherová, Kornelia Enderová)                                                            | 4:16,84 | USA (USA) (Melissa Beloteová, Marcia Moreyová, Deena Deardurffová, Shirley Babashoffová)                                                     | 4:25,80 | Západní Německo (FRG) (Angelika Grieserová, Petra Nowsová, Gudrun Beckmannová, Jutta Weberová)                           | 4:26,57 |

## Medailová bilance
V plavání se rozdělilo celkem 29 sad medailí.
| Pořadí | Stát                            |       | Muži    | Muži  | Muži  |         | Ženy  | Ženy  | Ženy    |       | Muži + Ženy | Muži + Ženy | Muži + Ženy | Celkem |
| Pořadí | Stát                            | Zlato | Stříbro | Bronz | Zlato | Stříbro | Bronz | Zlato | Stříbro | Bronz |             |             |             | Celkem |
| ------ | ------------------------------- | ----- | ------- | ----- | ----- | ------- | ----- | ----- | ------- | ----- | ----------- | ----------- | ----------- | ------ |
| 1.     | Východní Německo (GDR)          |       | 2       | 1     | 4     |         | 10    | 5     | 3       |       | 12          | 6           | 7           | 25     |
| 2.     | USA (USA)                       |       | 8       | 8     | 3     |         | 3     | 7     | 3       |       | 11          | 15          | 6           | 32     |
| 3.     | Austrálie (AUS)                 |       | 1       | 2     | 2     |         | 0     | 0     | 0       |       | 1           | 2           | 2           | 5      |
| 4.     | Maďarská lidová republika (HUN) |       | 1       | 1     | 0     |         | 0     | 0     | 1       |       | 1           | 1           | 1           | 3      |
| 5.     | Kanada (CAN)                    |       | 1       | 0     | 1     |         | 0     | 0     | 1       |       | 1           | 0           | 2           | 3      |
| 5.     | Itálie (ITA)                    |       | 0       | 0     | 0     |         | 1     | 0     | 2       |       | 1           | 0           | 2           | 3      |
| 7.     | Švédsko (SWE)                   |       | 1       | 0     | 1     |         | 0     | 0     | 0       |       | 1           | 0           | 1           | 2      |
| 7.     | Spojené království (GBR)        |       | 1       | 0     | 1     |         | 0     | 0     | 0       |       | 1           | 0           | 1           | 2      |
| 9.     | Sovětský svaz (URS)             |       | 0       | 2     | 0     |         | 0     | 1     | 0       |       | 0           | 3           | 0           | 3      |
| 10.    | Nizozemsko (NED)                |       | 0       | 0     | 0     |         | 0     | 1     | 1       |       | 0           | 1           | 1           | 2      |
| 11.    | Francie (FRA)                   |       | 0       | 1     | 0     |         | 0     | 0     | 0       |       | 0           | 1           | 0           | 1      |
| 12.    | Západní Německo (FRG)           |       | 0       | 0     | 1     |         | 0     | 0     | 2       |       | 0           | 0           | 3           | 3      |
| 12.    | Japonsko (JPN)                  |       | 0       | 0     | 2     |         | 0     | 0     | 1       |       | 0           | 0           | 3           | 3      |
| Celkem | Celkem                          |       | 15      | 15    | 15    |         | 14    | 14    | 14      |       | 29          | 29          | 29          | 87     |